# Exilisia pseudomarmorea
Exilisia pseudomarmorea är en fjärilsart som beskrevs av De Toulgoët 1958. Exilisia pseudomarmorea ingår i släktet Exilisia och familjen björnspinnare. Inga underarter finns listade i Catalogue of Life.